# Tio Souza

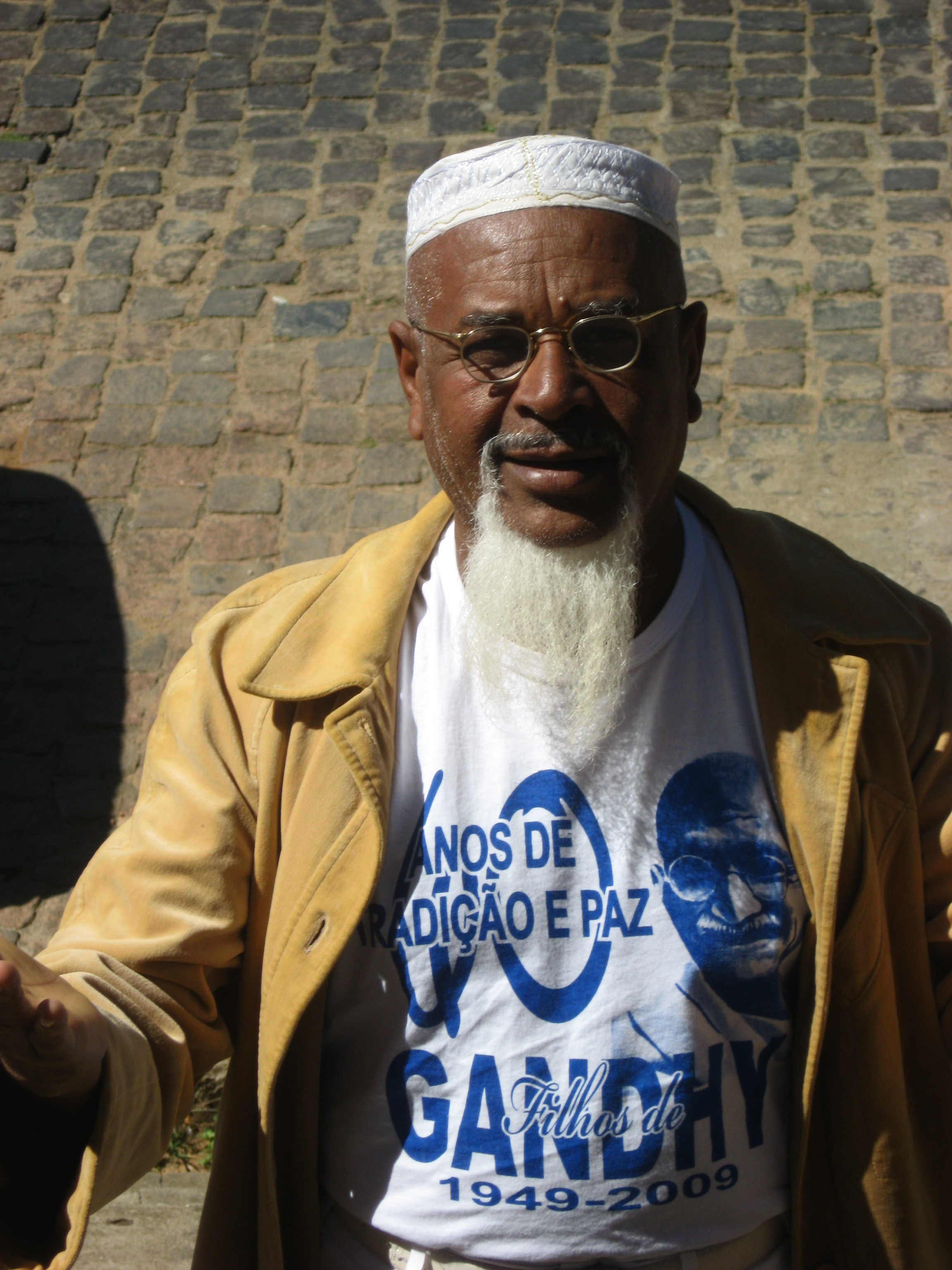
Tio Souza, com camisa alusiva aos Filhos de Gandhi
Junho/2009.

Valdemar José de Souza - conhecido por Tio Souza (Caetité, 23 de abril de 1947) é um pai-de-santo brasileiro, conhecido por integrar a diretoria do bloco carnavalesco Filhos de Gandhy, em Salvador.

## Biografia
Filho de "Seu Joaquim de Isidoro" e de D. Adelina Maria de Jesus, mudou-se ainda criança para Salvador, onde mais tarde ingressou no candomblé, iniciado pela Ilarorixá Obaladê de Xangô (Raimunda Chagas).
Desde 1983 integra a diretoria do "Filhos de Gandhy", tomando parte ativa na vida social de Salvador, e religiosa também na cidade natal.
Em Salvador tornou-se figura presente nos eventos sócio-religiosos, gozando de prestígio junto ao meio político
Referência obrigatória sobre o afoxé como manifestação religiosa, Tio Souza assim define essa modalidade de entidade carnavalesca:
"“O afoxé é o candomblé no asfalto (…) É como se fosse a procissão, que é uma missa em movimento”.